# 东门古镇
东门古镇在长江北岸，大致和南京市纬度相当，位于北纬31°14'东经118°20'左右，在长江与滁河水系之间，朱家山河和西北部的滁河和东南部的长江连通。东门古镇在老山山脉近旁，四周丘陵起伏。江河沿岸均有江水冲积形成的洲地，有着肥沃的土地，和丰富物产。全镇总面积三平方公里左右 　　
东门古镇和南京同属亚热带季风气候，雨量年际、季节之间差异比较大，丰枯现象比较明显，降雨量在季节上分布不是很均匀。根据历史资料统计发现，该镇多年平均降雨量为11025毫米，丰水年高达17787毫米（1991年），枯水年仅有464毫米（1978年），汛期（5月～9月）平均降雨量为7132毫米，汛期最大降雨量1324.6毫米（1991年），最小降雨量2485毫米（1978年），最大日降雨量3016毫米（2003年7月5日）。 　　
朱家山河是东门古镇的母亲河。东门古镇分别属于滁河和长江两条水系，大致以老山山脉为界，老山山脉南边为长江水系，以北则为滁河水系。朱家山河是经过东门古镇的一条连接长江滁河的通江分洪道，它有效减轻了滁河对东门的水患。